# Aloha, Scooby-Doo!
Aloha, Scooby-Doo! is een Amerikaanse animatiefilm, en de achtste film in een serie van direct-naar-video-films gebaseerd op de Scooby-Doo-series. De film kwam uit op 8 februari 2005 en werd geproduceerd door Warner Bros. Animation. De regie was in handen van Tim Maltby.

## Verhaal
Nadat Daphne een aantal nieuwe kleren ontwerpt voor een modebedrijf, stuurt dit bedrijf de Mystery Inc.-groep op vakantie naar Hawaï. De groep is vooral geïnteresseerd in de Big Kahuna of Hanahuna Surfwedstrijd. Oorspronkelijk was de wedstrijd alleen voor inwoners van het eiland, maar nu mag iedereen meedoen. Veel van de lokale surfers zijn hier echter woedend over, vooral Manu Tuiama en zijn vriend Little Jim.
Een paar dagen voor aanvang van de wedstrijd verschijnen de geest van de kwaadaardige Wiki-Tiki en zijn demonen. Ze vallen het dorp aan en ontvoeren Manu’s vriendin Snookie. De aanval verjaagt de meeste toeristen en surfers. Volgens de eilandbewoners zijn de geesten kwaad omdat de surfwedstrijd nu ook niet-eilanders toelaat en omdat er een nieuw toeristenresort wordt gebouwd door Ruben Laluna. De Mystery Inc.-groep ontmoet ook Jared Moon, die werkt voor het bedrijf van Ruben. Moon is bezig geld te verdienen met de verkoop van poppen die de demonen af zouden schrikken.
De burgemeester weigert de wedstrijd af te gelasten, zelfs nadat de Tiki-demonen nog een keer aanvallen. De groep besluit dit tot op de bodem uit te zoeken. Ze bezoeken Auntie Mahina, een lokale sjamaan die diep in de jungle woont. Onderweg wordt Manu ontvoerd door de demonhandlangers van Wiki-Tiki. Mahina vertelt de groep dat de Wiki-Tiki boos is op de toeristen. Ze moeten naar de grot van het monster gaan om dit probleem aan te pakken, anders zullen Snookie en Manu worden geofferd. Ze geeft Fred een ketting die de monsters weghoudt.
De groep bezoekt de grot en vindt na een aantal hindernissen Snookie. Terwijl ze de grot weer willen verlaten belandt de groep in een slangenput, maar kan ontsnappen dankzij de muziek van  Shaggy en Scooby. Dan ontdekken ze dat de demonen die Wiki-Tiki telkens hielpen slechts robots zijn. De groep vermoedt dat ze wederom gewoon te maken hebben met een verkleed mens in plaats van een geest.
Terug op het eiland is er nog maar één dag voor de surfwedstrijd, en het team weet nog altijd niet wie de Wiki-Tiki is of hoe hij de volgende keer zal toeslaan. Daphne besluit mee te doen aan de wedstrijd om de Wiki-Tiki uit zijn tent te lokken. De Wiki-Tiki duikt inderdaad op en achtervolgt Scooby en Shaggy, tot hij wordt overmeesterd door een grote golf. De groep ontmaskert de geest en ontdekt dat het Manu is. Hij wilde zowel de toeristen als eilandbewoners wegjagen zodat hij en Snookie het eiland konden bemachtigen. Het criminele duo wordt gearresteerd, en de wedstrijd gaat gewoon door.

## Rolverdeling
| Acteur            | Personage                                                                                         |
| ----------------- | ------------------------------------------------------------------------------------------------- |
| Frank Welker      | Fred Jones, Scooby-Doo, Wiki-Tiki                                                                 |
| Casey Kasem       | Shaggy Rogers                                                                                     |
| Grey DeLisle      | Daphne Blake, Auntie Mahina, lokale vrouw 2                                                       |
| Mindy Cohn        | Velma Dinkley                                                                                     |
| Mario López       | Manu Tuiama                                                                                       |
| Ray Bumatai       | Kleine Jim                                                                                        |
| Teri Garr         | Burgemeester Molly Quinn                                                                          |
| Adam West         | Jared Moon                                                                                        |
| Tom Kenny         | Ruben Laluna                                                                                      |
| Tia Carrere       | Snookie                                                                                           |
| Dee Bradley Baker | Tiny Tiki, surfer op fiets, Californische surfer, lokale man 1, wild varken, gekko, vlammenwerper |

## Trivia
- Het introlied van de film werd gezongen door de beroemde Hawaïaanse zanger Don Ho.
- Dit was de laatste film waaraan Ray Bumatai meewerkte.